# Mesoniscus graniger
Mesoniscus graniger är en kräftdjursart som först beskrevs av Frivaldsky 1865.  Mesoniscus graniger ingår i släktet Mesoniscus och familjen Meoniscidae. Inga underarter finns listade i Catalogue of Life.

## Bildgalleri

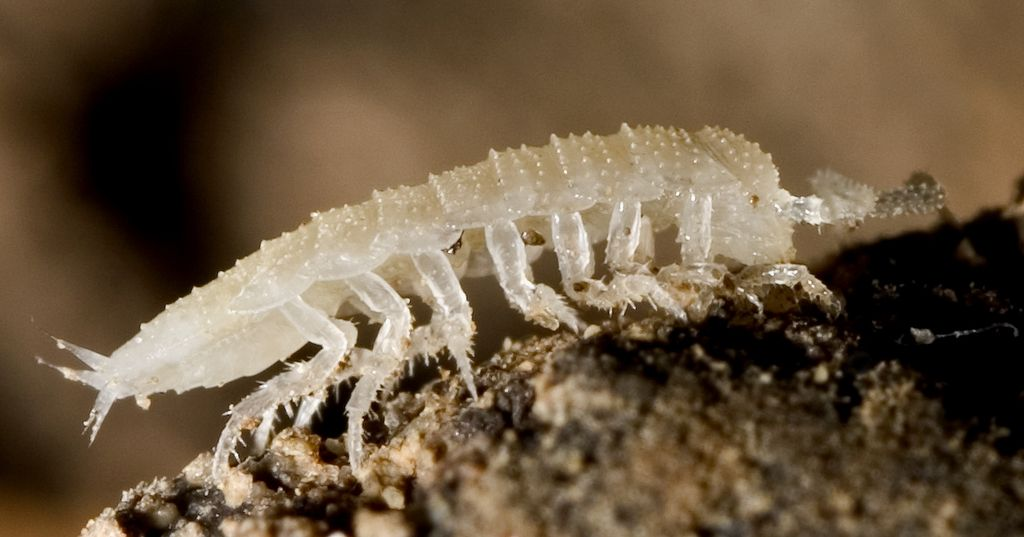